# Christian Mentzel
Christian Mentzel (Menzel, ur. 15 czerwca 1622 w Fürstenwalde/Spree, zm. 27 stycznia 1701 w Berlinie) – niemiecki lekarz, botanik, orientalista i protosinolog.

## Życie i działalność
Był synem burmistrza Fürstenwalde/Spree. Edukację rozpoczął w 1630 w gimnazjum w Joachimsthal (Joachimsthalsches Gymnasium) i kontynuował ją w berlińskim gimnazjum Zum Grauen Kloster. Studiował medycynę i nauki przyrodnicze najpierw na uniwersytecie we Frankfurcie nad Odrą, potem w Królewcu. Od 1648 uczył botaniki i anatomii w Gimnazjum Akademickim w Gdańsku. Wiele podróżował – odwiedził m.in.: Litwę, Danię, Holandię, Francję, Hiszpanię, Portugalię oraz Włochy. W 1654 roku w Padwie uzyskał tytuł doktora medycyny i w tym samym roku wrócił do Berlina, gdzie rozpoczął praktykę lekarską. Ożenił się z Anną Evą Falkenhagen, z którą miał czterech synów i jedną córkę. W 1660 roku przeniósł się do Królewca, gdzie został powołany na stanowisko radcy i nadwornego medyka elektora Fryderyka Wilhelma. Po śmierci elektora Mentzel podał się do dymisji, która została przyjęta wraz z przyznaniem mu dożywotniej renty. W 1675 roku Menzel został członkiem Niemieckiej Akademii Przyrodników Leopoldina (Deutsche Akademie der Naturforscher Leopoldina).

### Prace botaniczne
Mentzel przebywając w Gdańsku prowadził liczne wycieczki botaniczne dla uczącej się młodzieży. Ich efektem było opublikowanie przyczynku do flory okolic Gdańska „Centuria plantarum” (1650), stanowiący uzupełnienie do opracowania Mikołaja Oelhafa z 1643. Praca Mentzla zawiera wykaz 100 roślin jawno- i skrytopłciowych z okolic Gdańska, które Oelhaf w swojej pracy pominął, uporządkowanych alfabetycznie według systemu Gasparda Bauhina, z synonimami i stanowiskami. Według Klinggraeffa (1854), po odjęciu gatunków podanych przez Mentzla niepoprawnie, opracowanie to wzbogaciło florę pruską o 65 gatunków roślin jawnopłciowych i 14 gatunków skrytopłciowych, dotąd nie podawanych z Prus Królewskich, m.in. odkryte przez niego, nowe dla regionu rośliny to: orlik pospolity, wyżpin jagodowy, goryczuszka gorzkawa, obuwik pospolity, listera sercowata, gruszycznik jednokwiatowy i przewiercień długolistny. W czasach Gottfrieda Reygera publikacja „Centuria plantarum” Mentzla była już bardzo rzadka i dlatego Reyger umieścił jej reprint w części drugiej swojego dzieła „Tentamen florae Gedanensis…” (1764–1766).

### Prace sinologiczne
Po tym jak został doradcą i nadwornym medykiem elektora Fryderyka Wilhelma, na dworze zyskał dostęp do bogatej biblioteki orientalnej zakupionej przez elektora w związku z planami utworzenia kompanii handlowej do handlu ze wschodem. W bibliotece tej znajdowały się m.in. książki Michała Boyma. Mentzel z ramienia Academia Naturae Curiosorum przygotowywał te prace do druku. W 1682 roku Mentzel wydał Index nominum plantarum multilinguis, będącą alfabetycznym katalogiem gatunków roślin z całego świata, czerpiąc z prac Boyma. W 1685 roku opublikował słownik chińsko-łaciński, uznany za plagiat dzieła polskiego jezuity. Mentzel korespondował z towarzyszem podróży Boyma, belgijskim jezuitą Philipem Coupletem. W 1686 roku Mentzel doprowadził do wydania zaginionej pracy Boyma Clavis medica ad chinarum doctrinam de pulsibus, a w 1696 roku opublikował własną pracę o erach panowania chińskich cesarzy Kurtze chinesische Chronologie oder Zeit-Register aller chinesischen Kaiser.

## Upamiętnienie
Charles Plumier na cześć Christiana Mentzela nadał jednemu z rodzajów roślin z rodziny ożwiowatych (Loasaceae) nazwę Mentzelia, która została zachowana przez Karola Linneusza. Rodzajowi nadano polskie nazwy zwyczajowe w brzmieniu menzelia, mencelia i mentzelia.

## Publikacje
Zestawienie na podstawie cytowanych przypisów:
- 1650: Centuria plantarum circa nobile Gedanum ad elenchum plantarum gedanensis dom. Nicolai Oelhafii. Dantisci, typis Andreae Hüenfeldi.
- 1658: Catalogus plantarum circa Gedanum sponte nascendium. Dantisci: Typis Andreae Hüenfeldi, s. 410?
- 1675: Lapis Bononiensis In obscuro lucens: collatus Cum Phosphoro Hermetico Clariss. Christiani Adolphi Balduini, cognomine Hermetis, &c. nuper edito, Et cunctis Naturae Indagatoribus ... Sumptibus Auctoris, 1675.
- 1682: Index nominum plantarum multilinguis. Fol. Berol. Później jako: Lexicon plantarum polyglotton universale. Fol. Berol. 1696, 1715.
- 1682: Pinax Botanōnymos Polyglōttos Katholikos: Diversis Terrarum, Gentiumque Linguis, quotquot ex Auctoribus ad singula Plantarum Nomina excerpi & iuxta seriem A.B.C. collocari potuerunt, ad Unum redactus...; Characteribus Latinorum, Graecorum & Germanorum maxime per Europam usitatis conscriptus, & ita concinnatus, ut Plantarum Genera, Species, colorum & quarumvis partium differentiae, quotquot Eruditi ad hunc usque diem adnotarunt, ordine legitimo inter se collocarentur... Berolini: Auctor.
- 1685: Sylloge Minutiarum Lexici Latino-Sinico-Characteristici: Observatione sedula ex Auctoribus & Lexicis Chinensium Characteristicis eruta, inque Specimen Primi Laboris ulterius exantlandi Erudito & Curioso Orbi exposita. Norimbergae[10].
- 1696: Pinax Botanōnymos Polyglōttos Katholikos: Diversis Terrarum, vel Gentium Linguis, quotquot ex Auctoribus ad singula Plantarum Nomina excerpi & iuxta seriem A.B.C. collocari potuerunt, ad Unum redactus, Characteribus Latinorum, Graecorum & Germanorum maxime per Europam usitatis conscriptus, & ita concinnatus, ut Plantarum Genera, Species, colorum & quarumvis partium differentiae, quotquot Eruditi ad hunc usque diem adnotarunt, ordine legitimo inter se collocarentur... – Berolini: Rüdigerus.
- 1696?: C. M. D. Ad Indicem Universalem Nominum Plantarum, Eiusque Pugillum Corollarium. Berolini: Rüdiger.
- 1696: Kurtze Chinesische Chronologia oder Zeit-Register/ Aller Chinesischen Käyser: Von ihrem also vermeinten Anfang der Welt bis hieher zu unsern Zeiten/ des ... 1696sten Jahres ; In einer richtigen Ordnung von Jahren zu Jahren/ ... auch mit zween Chinesischen erklährten Tafeln der vornehmsten Geschichten von ihrem Anbeginn der Welt/ Gezogen aus der Chineser Kinder-Lehre Siao Ul Hio oder Lun genandt. Berlin: Rüdiger.